# Next
Next je film z roku 2007 volně inspirován science fiction povídkou „The Golden Man“ od Philipa K. Dicka. Film režíroval Lee Tamahori a hrají v něm Nicolas Cage, Julianne Moore a Jessica Biel. Film měl premiéru 27. dubna 2007 a byl přijat celkem negativně ve srovnání s jinými adaptacemi Philipa K. Dicka Blade Runner a Minority Report.

## Děj filmu
Cris Johnson (Nicolas Cage) se živí v lasvegaském hotelu jako kouzelník v místní show – vystupuje pod pseudonymem „Frank Cadillac“. Byla mu dána do vínku schopnost předvídat budoucnost (pouze tu týkající se jeho osoby) 2 minuty dopředu.
Příběh začíná, když po své show prochází kasinem a uvidí muže, u kterého pozná, že se během následujících 2 minut pokusí vyloupit pokladnu a přitom jednoho člověka zabije. Předejde tedy této skutečnosti tím, že muže sám napadne a zpacifikuje, čímž na sebe ovšem přivolá ochranku a policii.
Přestože z kasina se mu ještě podaří utéct, později se setkává s policistkou, která mu nabídne zproštění obvinění z napadení, kterého se v kasinu dopustil, za spolupráci s ní a jejím týmem. Nejedná se o nic menšího než zneškodnění psychopata, jenž má v úmyslu instalovat v jistém místě západního pobřeží bombu a vyhodit celé okolí do povětří…

## Obsazení
| Herec               | Ztvárněná role         |
| ------------------- | ---------------------- |
| Nicolas Cage        | Cris Johnson           |
| Julianne Moore      | Callie Ferris          |
| Jessica Biel        | Liz Cooper             |
| Thomas Kretschmann  | Mr. Smith              |
| Tory Kittles        | Cavanaugh              |
| Jose Zuniga         | šéf bezpečnosti Roybal |
| Jim Beaver          | Wisdom                 |
| Jason Butler Harner | Jeff Baines            |
| Michael Trucco      | Kendall                |
| Peter Falk          | Irv                    |